# Ketting Station
Ketting Station er en tidligere jernbanestation i landsbyen Ketting på Als. Ved åbningen i 1898 var der ikke nogen bygning ved stationen, kun et lille pakhus. Dog blev der i 1902 oprettet ventesal i et nyopført privatbolig.
|  | Denne artikel om stationen Ketting Station kan blive bedre, hvis der indsættes et (bedre) billede. Du kan hjælpe ved at afsøge Wikimedia Commons for et passende billede eller uploade et godt billede til Wikimedia Commons iht. de tilladte licenser og indsætte det i artiklen. |

| Jernbane | Spire Denne jernbaneartikel er en spire som bør udbygges. Du er velkommen til at hjælpe Wikipedia ved at udvide den. |

54°57′50.36″N 9°53′54.63″Ø / 54.9639889°N 9.8985083°Ø